# Rennell
Rennell je ostrov v jihovýchodním Pacifiku, který je součástí státu Šalomounových ostrovů. Nachází se přibližně 150 km od Šalomounského souostroví, má protáhlý tvar ve směru jihovýchod-severozápad, na délku měří 80 km a na šířku 14 km. Rozloha ostrova je 660 km². Z administrativního hlediska je součástí provincie Rennell a Bellona. Je jedním z největších korálových atolů na světě. Ve východní části ostrova se nachází největší pacifické ostrovní jezero Tegano s brakickou vodou. Ostrov je z velké části pokryt hustým tropickým lesem, panuje zde vlhké a horké tropické podnebí s vysokým srážkovým úhrnem. Na ostrově žijí necelé dva tisíce osob.

## Světové dědictví UNESCO
Od roku 1998 je východní část ostrova zapsána na seznamu světového přírodní dědictví UNESCO, v roce 2013 byla zařazena na seznam světového dědictví v ohrožení. Na chráněném území o rozloze 37 000 ha s vysokou biodiverzitou žije množství endemických organismů (např. netopýr Pteropus rennelli, mořský had Laticauda crockeri a 4 ptačí druhy).

## Fotogalerie

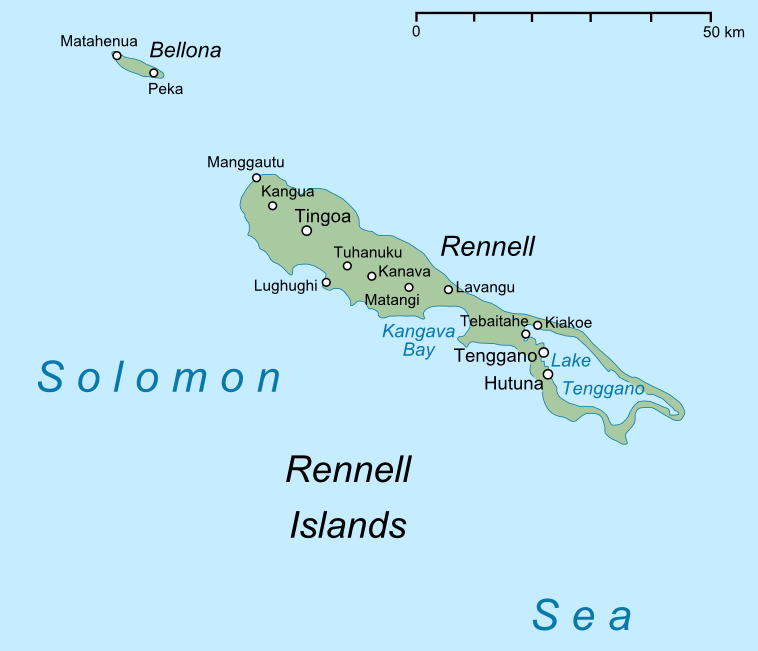
mapa ostrova
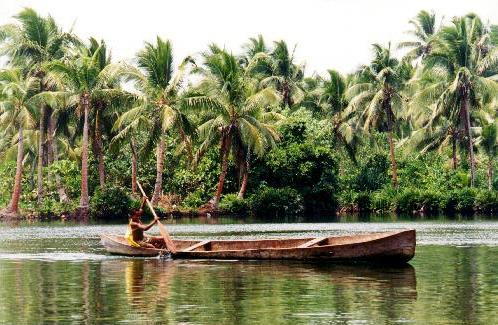
pobřeží Rennellu
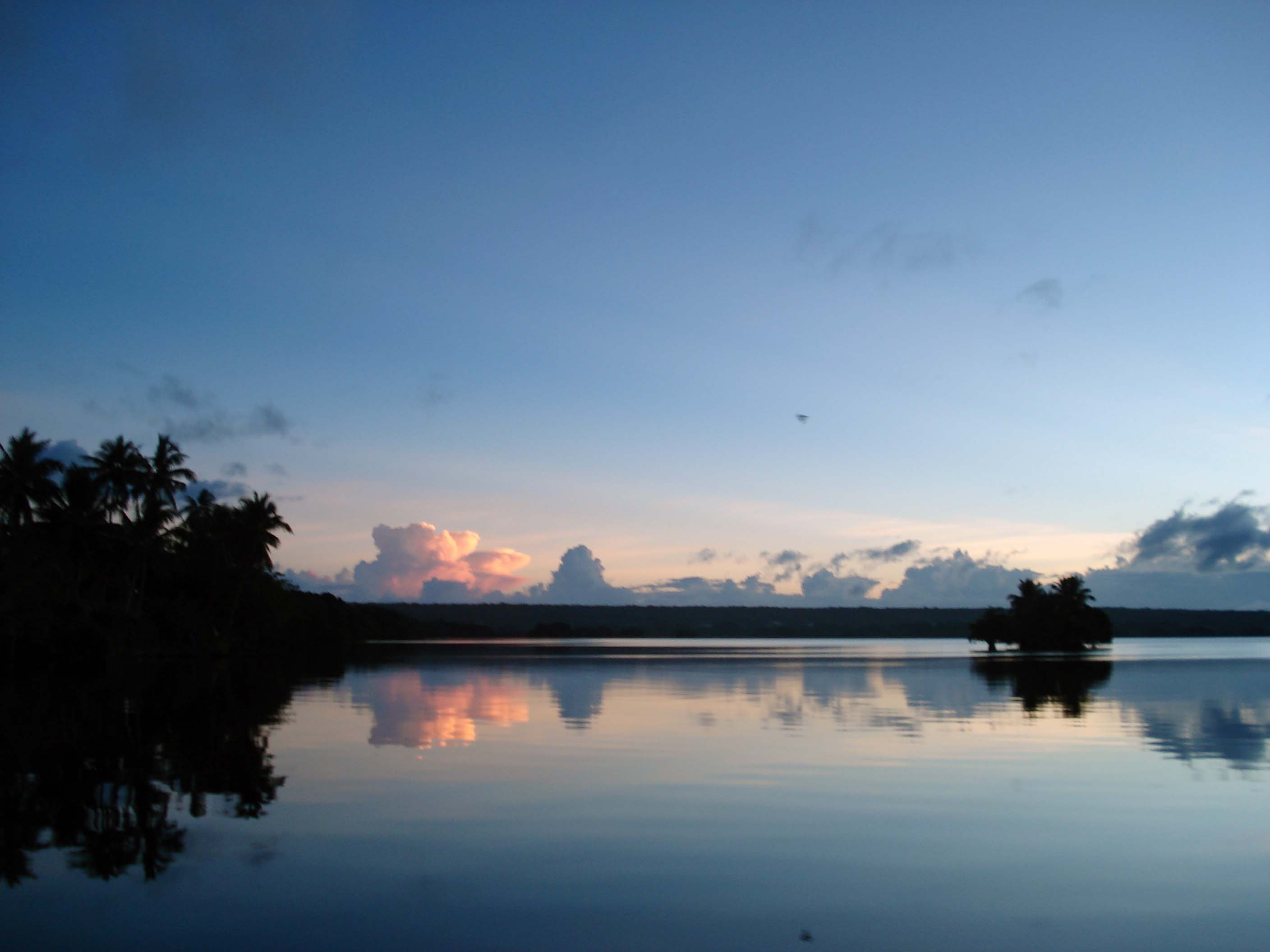
západ slunce nad jezerem Tegano